# Adulterante

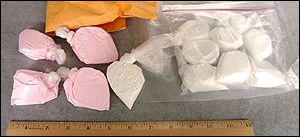
Cocaína saborizada sabor fresa

Un adulterante es una sustancia que se encuentra presente en otras sustancias (por ejemplo, alimentos, bebidas, combustibles), aunque no se permite su presencia por razones legales o de otro tipo.
En la adulteración (el acto por el cual se adultera un producto), el producto original ha sido privado, en forma parcial o total, de sus elementos útiles o característicos, reemplazándolos o no, por otros inertes o extraños de cualquier naturaleza, para disimular u ocultar alteraciones, deficiente calidad de materias primas o defectos de elaboración.